# McCuddin Mountains
McCuddin Mountains är ett berg i Antarktis. Det ligger i Västantarktis. Inget land gör anspråk på området. Toppen på McCuddin Mountains är 1 852 meter över havet.
Terrängen runt McCuddin Mountains är huvudsakligen kuperad, men åt nordost är den platt. Trakten är obefolkad. Det finns inga samhällen i närheten.